# Conters im Prättigau
Conters im Prättigau (tot 1962 officieel in het Duits Conters im Prätigau; Reto-Romaans: Cunter en il Partenz; Walserduits: Cuntersch) is een gemeente en plaats in het Zwitserse kanton Graubünden, en maakt deel uit van het district Prättigau/Davos.
Conters im Prättigau telt 225 inwoners.